# Карибська співдружність
Кар́ибська співдр́ужність (КАРІКОМ) — спільний ринок країн Карибського басейну
До Карибського загального ринку (КАРІКОМ) входять такі країни, як Гаяна, Барбадос, Ямайка, Тринідад і Тобаго, Антигуа і Барбуда, Монтсеррат, Сент-Кіттс і Невіс, Домініка, Гренада, Сент-Люсія, Сент-Вінсент і Гренадини, Беліз.
Членом КАРІКОМ є також Багамські острови, але вони не беруть участі у домовленостях про створення єдиного ринку.
Карибський спільний ринок було засновано 1973 р.
Його головними цілями є:
- створення загального ринку;
- координація зовнішньоекономічної політики;
- функціональне економічне співробітництво в деяких галузях.

Карибський загальний ринок в рамках КАРІКОМ, де повністю ліквідовані торгові обмеження між Барбадосом, Тринідадом і Тобаго, Гаяною, Ямайкою і Антигуа. Ці країни схвалили єдиний митний тариф щодо товарів третіх країн, тобто це фактично митний союз, в основі якого лежать промислово-сировинні товари. Третина взаємної торгівлі — нафтопродукти.

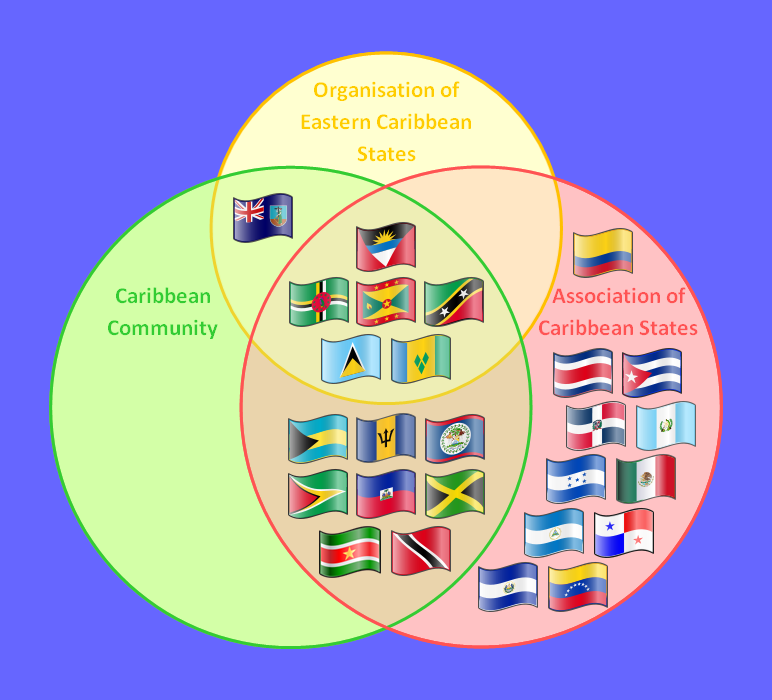

Східно-карибський загальний ринок, що охоплює найменш розвинені країни; тенденція до створення загальної валюти і спільного ЦБ.
1995 рік — вільне переміщення громадян, скасування паспортного режиму.
У межах Карибського спільного ринку були усунуті основні обмеження торгівлі між його членами. Товари країн-членів не обкладаються митом при ввезенні.

У 1989 році в рамках КАРІКОМ було прийнято рішення використовувати єдину Гармонізовану систему опису і кодування товарів для цілей тарифної класифікації. Поки що не всі держави виконали це завдання.
1 січня 1991 р. країни КАРІКОМ (за винятком держав Монтсеррат, Сент-Кіттс і Невіс, Антигуа і Барбуда, Сент-Люсія) встановили єдині ставки ввізного мита на товари, що ввозяться з країн, які не є членами КАРІКОМ. Такі єдині ставки встановлені стосовно промислової продукції. Щодо інших товарів окремі держави встановлюють ставки мита самостійно. Ставки ввізного мита на різні товари відрізняються (від 5 до 40%). Найбільш високими ставками митами обкладаються товари, аналогічні тим, які виробляються на території КАРІКОМ у достатніх кількостях. Готова і «проміжна» продукція (тобто продукція, отримана в результаті переробки, що може далі використовуватися для виробництва іншої продукції) обкладаються ввізним митом за нижчими ставками. Окремі держави можуть встановлювати ще нижчі тарифи на деякі товари з країн, що не є членами КАРІКОМ, проте це заборонено щодо цілого ряду товарів.